# Шелигіно (Городецьке сільське поселення)
Шели́гіно (рос. Шелыгино) — присілок у складі Кічменгсько-Городецького району Вологодської області, Росія. Входить до складу Городецького сільського поселення.

## Населення
Населення — 22 особи (2010; 44 у 2002).
Національний склад (станом на 2002 рік):
- росіяни — 100 %